# Stefan Gatt
Stefan Gatt (n. 8 de junio de 1989 es un actor, modelo y ex luchador estadounidense.

## Biografía
Stefan Gatt nació el 8 de junio de 1989 en Míchigan. Fue destinado al éxito. Ahora, apenas unos 20 años y con una carrera que no ha hecho más que empezar, la experiencia de trabajo de Stefan ya le ha llevado desde el gimnasio a la gran pantalla y por todas partes. Como un luchador de la escuela secundaria All-State en dos tiempos de Detroit Central católica, una escuela reconocida a nivel nacional para los académicos y el atletismo, el trabajo duro y el talento de Stefan se realizaron a una edad temprana. Sus ambiciones le permitieron empujar mentalmente y físicamente a sí mismo a un nivel de elite. Cursó formación en artes marciales mixtas y boxeo para diversificar su técnica, y su éxito wrestling secundaria lo llevó una beca universitaria en la Universidad de Heidelberg.

## Carrera
Después de una lesión en la lucha libre, los intereses emergentes de Stefan y talentos naturales en el teatro le convencieron para proseguir la actuación. Fue transferido a la central de Míchigan, la universidad más cerca de su ciudad natal, donde se dedica a clases de actuación y adquirió una agencia de talentos. En tan solo unos meses de trabajar activamente con una agencia, Stefan apareció en un nacional Chrysler Super Bowl comercial, entre otros, y reservó un papel secundario en la próxima película de Paramount, tamaño de la diversión. Además, Stefan comenzó a modelar y fue reconocido al instante por varios organismos nacionales. Decidió llevar su creatividad al siguiente nivel y pasar a la ciudad de Nueva York para firmar con una agencia local. A su llegada, Stefan tenía la parte superior de la moda de Nueva York y fotógrafos aptitud que llaman a su puerta para disparar con él. Como resultado de ello, ha aparecido en revistas, anuncios y eventos, incluyendo una Nike en vivo y ESPN desfile de moda.

## Filmografía
- Fun Size como Hulk
- 1313: Bermuda Triangle como Sean
- CollegeHumor Originals como Fighter